# Groupe E du Championnat d'Europe de football 2016
Navigation
- A
- B
- C
- D
- E
- F

- 1/8e
- 1/4
- 1/2
- Finale

Le groupe E de l'Euro 2016, qui se dispute en France du 10 juin au 10 juillet 2016, comprend quatre équipes dont les deux premières se qualifient et peut être la troisième (si elle fait partie des quatre meilleurs troisièmes) pour les huitièmes de finale de la compétition. Ce groupe est qualifié de "groupe de la mort", le niveau du groupe étant très relevé par rapport aux autres.
Le tirage au sort est effectué le 12 décembre 2015 à Paris.
Le premier de ce groupe affronte le deuxième du groupe D et le deuxième de ce groupe affronte le premier du groupe F.

## Description du groupe
La Belgique fait office de favori de ce groupe E et pour le titre final, en étant première au classement FIFA en fin d'année 2015. L'Italie, qualifiée directement pour l'Euro en ayant terminé première de son groupe en éliminatoire et étant qualifiée "ogre" du chapeau 2 lors du tirage, peut attendre de beaux résultats. La Suède fait office d'outsider après avoir terminé troisième de ses éliminatoires puis passé les barrages en éliminant le Danemark. L'Irlande a terminé troisième de ses éliminatoires en éliminant la Bosnie-Herzégovine au barrage. On peut noter que trois équipes étaient dans la même poule à l'Euro 2000, l'Irlande remplaçant la Turquie.

## Classement
| Rang | Équipe   | Pts | J | G | N | P | Bp | Bc | Diff |
| ---- | -------- | --- | - | - | - | - | -- | -- | ---- |
| 1    | Italie   | 6   | 3 | 2 | 0 | 1 | 3  | 1  | +2   |
| 2    | Belgique | 6   | 3 | 2 | 0 | 1 | 4  | 2  | +2   |
| 3    | Irlande  | 4   | 3 | 1 | 1 | 1 | 2  | 4  | -2   |
| 4    | Suède    | 1   | 3 | 0 | 1 | 2 | 1  | 3  | -2   |

     Équipes directement qualifiées ;      Équipe qualifiée en tant que meilleure 3e ; Pts : points ; J : matchs joués ; G : matchs gagnés ; N : matchs nuls ; P : matchs perdus ;

Bp : buts pour ; Bc : buts contre ; Diff : différence de buts.

## Matchs

### Irlande - Suède
| Match 9                                              | Irlande                 | 1 - 1   | Suède           | Stade de France, Saint-Denis                   |                                                |
| 13 juin 2016 · 18 h CEST · Historique des rencontres | ( Coleman) Hoolahan 48e | (0 - 0) | 71e (csc) Clark | Spectateurs : 73 419 Arbitrage : Milorad Mažić | Spectateurs : 73 419 Arbitrage : Milorad Mažić |
| 13 juin 2016 · 18 h CEST · Historique des rencontres | Rapport                 |         |                 | Spectateurs : 73 419 Arbitrage : Milorad Mažić | Spectateurs : 73 419 Arbitrage : Milorad Mažić |

| Irlande | Suède |

| Irlande :       |    |                 |     |     |
|                 |    |                 |     |     |
| Gardien de but  | 23 | Darren Randolph |     |     |
|                 | 2  | Seamus Coleman  |     |     |
|                 | 3  | Ciaran Clark    |     |     |
|                 | 4  | John O'Shea     |     |     |
|                 | 6  | Glenn Whelan    | 77e |     |
|                 | 8  | James McCarthy  | 43e | 85e |
|                 | 9  | Shane Long      |     |     |
|                 | 13 | Jeff Hendrick   |     |     |
|                 | 14 | Jon Walters     |     | 64e |
|                 | 19 | Robbie Brady    |     |     |
|                 | 20 | Wes Hoolahan    |     | 78e |
| Remplaçants :   |    |                 |     |     |
|                 | 11 | James McClean   |     | 64e |
|                 | 10 | Robbie Keane    |     | 78e |
|                 | 7  | Aiden McGeady   |     | 85e |
| Sélectionneur : |    |                 |     |     |
| Martin O'Neill  |    |                 |     |     |

| Suède :         |    |                    |     |     |
|                 |    |                    |     |     |
| Gardien de but  | 1  | Andreas Isaksson   |     |     |
|                 | 2  | Mikael Lustig      |     | 45e |
|                 | 4  | Andreas Granqvist  |     |     |
|                 | 5  | Martin Olsson      |     |     |
|                 | 6  | Emil Forsberg      |     |     |
|                 | 7  | Sebastian Larsson  |     |     |
|                 | 9  | Kim Källström      |     |     |
|                 | 10 | Zlatan Ibrahimovic |     |     |
|                 | 11 | Marcus Berg        |     | 59e |
|                 | 14 | Victor Lindelöf    | 61e |     |
|                 | 18 | Oscar Lewicki      |     | 86e |
| Remplaçants :   |    |                    |     |     |
|                 | 3  | Erik Johansson     |     | 45e |
|                 | 20 | John Guidetti      |     | 59e |
|                 | 8  | Albin Ekdal        |     | 86e |
| Sélectionneur : |    |                    |     |     |
| Erik Hamrén     |    |                    |     |     |

| Assistants : Milovan Ristić Dalibor Djurdjević Quatrième arbitre : Matej Jug Arbitres assistants additionnels : Danilo Grujić Nenad Djokić Homme du match : Wes Hoolahan |

### Belgique - Italie
| Match 10                                             | Belgique | 0 - 2   | Italie                                               | Parc Olympique lyonnais, Décines-Charpieu         |                                                   |
| 13 juin 2016 · 21 h CEST · Historique des rencontres |          | (0 - 1) | 32e Giaccherini (Bonucci ) · 90+3e Pellè (Candreva ) | Spectateurs : 55 408 Arbitrage : Mark Clattenburg | Spectateurs : 55 408 Arbitrage : Mark Clattenburg |
| 13 juin 2016 · 21 h CEST · Historique des rencontres | Rapport  |         |                                                      | Spectateurs : 55 408 Arbitrage : Mark Clattenburg | Spectateurs : 55 408 Arbitrage : Mark Clattenburg |

| Belgique | Italie |

| Belgique :      |    |                   |       |     |
|                 |    |                   |       |     |
| Gardien de but  | 1  | Thibaut Courtois  |       |     |
|                 | 2  | Toby Alderweireld |       |     |
|                 | 3  | Thomas Vermaelen  |       |     |
|                 | 4  | Radja Nainggolan  |       | 62e |
|                 | 5  | Jan Vertonghen    | 90+2e |     |
|                 | 6  | Axel Witsel       |       |     |
|                 | 7  | Kevin De Bruyne   |       |     |
|                 | 8  | Marouane Fellaini |       |     |
|                 | 9  | Romelu Lukaku     |       | 73e |
|                 | 10 | Eden Hazard       |       |     |
|                 | 23 | Laurent Ciman     |       | 76e |
| Remplaçants :   |    |                   |       |     |
|                 | 14 | Dries Mertens     |       | 62e |
|                 | 17 | Divock Origi      |       | 73e |
|                 | 11 | Yannick Carrasco  |       | 76e |
| Sélectionneur : |    |                   |       |     |
| Marc Wilmots    |    |                   |       |     |

| Italie :        |    |                      |     |     |
|                 |    |                      |     |     |
| Gardien de but  | 1  | Gianluigi Buffon     |     |     |
|                 | 3  | Giorgio Chiellini    | 65e |     |
|                 | 4  | Matteo Darmian       |     | 58e |
|                 | 6  | Antonio Candreva     |     |     |
|                 | 9  | Graziano Pellè       |     |     |
|                 | 15 | Andrea Barzagli      |     |     |
|                 | 16 | Daniele De Rossi     |     | 78e |
|                 | 17 | Éder                 | 75e | 75e |
|                 | 18 | Marco Parolo         |     |     |
|                 | 19 | Leonardo Bonucci     | 78e |     |
|                 | 23 | Emanuele Giaccherini |     |     |
| Remplaçants :   |    |                      |     |     |
|                 | 2  | Mattia De Sciglio    |     | 58e |
|                 | 11 | Ciro Immobile        |     | 75e |
|                 | 10 | Thiago Motta         | 84e | 78e |
| Sélectionneur : |    |                      |     |     |
| Antonio Conte   |    |                      |     |     |

| Assistants : Simon Beck Jake Collin Quatrième arbitre : Carlos Del Cerro Arbitres assistants additionnels : Anthony Taylor Andre Marriner Homme du match : Emanuele Giaccherini |

### Italie - Suède
| Match 19                                             | Italie           | 1 - 0   | Suède | Stadium, Toulouse                              |                                                |
| 17 juin 2016 · 15 h CEST · Historique des rencontres | ( Zaza) Éder 88e | (0 - 0) |       | Spectateurs : 29 600 Arbitrage : Viktor Kassai | Spectateurs : 29 600 Arbitrage : Viktor Kassai |
| 17 juin 2016 · 15 h CEST · Historique des rencontres | Rapport          |         |       | Spectateurs : 29 600 Arbitrage : Viktor Kassai | Spectateurs : 29 600 Arbitrage : Viktor Kassai |

| Italie | Suède |

| Italie :        |    |                      |       |     |
|                 |    |                      |       |     |
| Gardien de but  | 1  | Gianluigi Buffon     | 90+3e |     |
|                 | 3  | Giorgio Chiellini    |       |     |
|                 | 6  | Antonio Candreva     |       |     |
|                 | 8  | Alessandro Florenzi  |       | 85e |
|                 | 9  | Graziano Pellè       |       | 60e |
|                 | 15 | Andrea Barzagli      |       |     |
|                 | 16 | Daniele De Rossi     | 69e   | 74e |
|                 | 17 | Éder                 |       |     |
|                 | 18 | Marco Parolo         |       |     |
|                 | 19 | Leonardo Bonucci     |       |     |
|                 | 23 | Emanuele Giaccherini |       |     |
| Remplaçants :   |    |                      |       |     |
|                 | 7  | Simone Zaza          |       | 60e |
|                 | 10 | Thiago Motta         |       | 74e |
|                 | 14 | Stefano Sturaro      |       | 85e |
| Sélectionneur : |    |                      |       |     |
| Antonio Conte   |    |                      |       |     |

| Suède :         |    |                    |     |     |
|                 |    |                    |     |     |
| Gardien de but  | 1  | Andreas Isaksson   |     |     |
|                 | 3  | Erik Johansson     |     |     |
|                 | 4  | Andreas Granqvist  |     |     |
|                 | 5  | Martin Olsson      | 90e |     |
|                 | 6  | Emil Forsberg      |     | 79e |
|                 | 7  | Sebastian Larsson  |     |     |
|                 | 8  | Albin Ekdal        |     | 79e |
|                 | 9  | Kim Källström      |     |     |
|                 | 10 | Zlatan Ibrahimovic |     |     |
|                 | 14 | Victor Lindelöf    |     |     |
|                 | 20 | John Guidetti      |     | 85e |
| Remplaçants :   |    |                    |     |     |
|                 | 21 | Jimmy Durmaz       |     | 79e |
|                 | 18 | Oscar Lewicki      |     | 79e |
|                 | 11 | Marcus Berg        |     | 85e |
| Sélectionneur : |    |                    |     |     |
| Erik Hamrén     |    |                    |     |     |

| Assistants : György Ring Vencel Tóth Quatrième arbitre : Clément Turpin Arbitres assistants additionnels : Tamás Bognár Ádám Farkas Homme du match : Éder |

### Belgique - Irlande
| Match 22                                             | Belgique                                                                     | 3 - 0   | Irlande | Matmut Atlantique, Bordeaux                   |                                               |
| 18 juin 2016 · 15 h CEST · Historique des rencontres | ( De Bruyne) R. Lukaku 48e · ( Meunier) Witsel 61e · ( Hazard) R. Lukaku 70e | (0 - 0) |         | Spectateurs : 39 493 Arbitrage : Cüneyt Çakır | Spectateurs : 39 493 Arbitrage : Cüneyt Çakır |
| 18 juin 2016 · 15 h CEST · Historique des rencontres | Rapport                                                                      |         |         | Spectateurs : 39 493 Arbitrage : Cüneyt Çakır | Spectateurs : 39 493 Arbitrage : Cüneyt Çakır |

| Belgique | Irlande |

| Belgique :      |    |                   |     |     |
|                 |    |                   |     |     |
| Gardien de but  | 1  | Thibaut Courtois  |     |     |
|                 | 2  | Toby Alderweireld |     |     |
|                 | 3  | Thomas Vermaelen  | 49e |     |
|                 | 5  | Jan Vertonghen    |     |     |
|                 | 6  | Axel Witsel       |     |     |
|                 | 7  | Kevin De Bruyne   |     |     |
|                 | 9  | Romelu Lukaku     |     | 83e |
|                 | 10 | Eden Hazard       |     |     |
|                 | 11 | Yannick Carrasco  |     | 64e |
|                 | 16 | Thomas Meunier    |     |     |
|                 | 19 | Moussa Dembélé    |     | 57e |
| Remplaçants :   |    |                   |     |     |
|                 | 4  | Radja Nainggolan  |     | 57e |
|                 | 14 | Dries Mertens     |     | 64e |
|                 | 20 | Christian Benteke |     | 83e |
| Sélectionneur : |    |                   |     |     |
| Marc Wilmots    |    |                   |     |     |

| Irlande :       |    |                 |     |     |
|                 |    |                 |     |     |
| Gardien de but  | 23 | Darren Randolph |     |     |
|                 | 2  | Séamus Coleman  |     |     |
|                 | 3  | Ciaran Clark    |     |     |
|                 | 4  | John O'Shea     |     |     |
|                 | 6  | Glenn Whelan    |     |     |
|                 | 8  | James McCarthy  |     | 62e |
|                 | 9  | Shane Long      |     | 79e |
|                 | 13 | Jeff Hendrick   | 42e |     |
|                 | 17 | Stephen Ward    |     |     |
|                 | 19 | Robbie Brady    |     |     |
|                 | 20 | Wes Hoolahan    |     | 71e |
| Remplaçants :   |    |                 |     |     |
|                 | 11 | James McClean   |     | 62e |
|                 | 7  | Aiden McGeady   |     | 71e |
|                 | 10 | Robbie Keane    |     | 79e |
| Sélectionneur : |    |                 |     |     |
| Martin O'Neill  |    |                 |     |     |

| Assistants : Bahattin Duran Tarık Ongun Quatrième arbitre : Benoît Bastien Arbitres assistants additionnels : Hüseyin Göçek Barış Şimşek Homme du match : Axel Witsel |

### Italie - Irlande
| Match 35                                             | Italie  | 0 - 1   | Irlande               | Stade Pierre-Mauroy, Villeneuve-d'Ascq          |                                                 |
| 22 juin 2016 · 21 h CEST · Historique des rencontres |         | (0 - 0) | 85e Brady (Hoolahan ) | Spectateurs : 44 268 Arbitrage : Ovidiu Hațegan | Spectateurs : 44 268 Arbitrage : Ovidiu Hațegan |
| 22 juin 2016 · 21 h CEST · Historique des rencontres | Rapport |         |                       | Spectateurs : 44 268 Arbitrage : Ovidiu Hațegan | Spectateurs : 44 268 Arbitrage : Ovidiu Hațegan |

| Italie | Irlande |

| Italie :        |    |                       |       |     |
|                 |    |                       |       |     |
| Gardien de but  | 1  | Salvatore Sirigu      | 39e   |     |
|                 | 2  | Mattia De Sciglio     |       | 81e |
|                 | 5  | Angelo Ogbonna        |       |     |
|                 | 7  | Simone Zaza           | 87e   |     |
|                 | 8  | Alessandro Florenzi   |       |     |
|                 | 10 | Thiago Motta          |       |     |
|                 | 11 | Ciro Immobile         |       | 74e |
|                 | 14 | Stefano Sturaro       |       |     |
|                 | 15 | Andrea Barzagli       | 78e   |     |
|                 | 19 | Leonardo Bonucci      |       |     |
|                 | 21 | Federico Bernardeschi |       | 60e |
| Remplaçants :   |    |                       |       |     |
|                 | 4  | Matteo Darmian        |       | 60e |
|                 | 20 | Lorenzo Insigne       | 90+1e | 74e |
|                 | 22 | Stephan El Shaarawy   |       | 81e |
| Sélectionneur : |    |                       |       |     |
| Antonio Conte   |    |                       |       |     |

| Irlande :       |    |                 |     |     |
|                 |    |                 |     |     |
| Gardien de but  | 23 | Darren Randolph |     |     |
|                 | 2  | Séamus Coleman  |     |     |
|                 | 5  | Richard Keogh   |     |     |
|                 | 8  | James McCarthy  |     | 77e |
|                 | 9  | Shane Long      | 39e | 90e |
|                 | 11 | James McClean   |     |     |
|                 | 12 | Shane Duffy     |     |     |
|                 | 13 | Jeff Hendrick   |     |     |
|                 | 17 | Stephen Ward    | 73e |     |
|                 | 19 | Robbie Brady    |     |     |
|                 | 21 | Daryl Murphy    |     | 70e |
| Remplaçants :   |    |                 |     |     |
|                 | 7  | Aiden McGeady   |     | 70e |
|                 | 20 | Wes Hoolahan    |     | 77e |
|                 | 22 | Stephen Quinn   |     | 90e |
| Sélectionneur : |    |                 |     |     |
| Martin O'Neill  |    |                 |     |     |

| Assistants : Octavian Șovre Sebastian Gheorghe Quatrième arbitre : Anastásios Sidirópoulos Arbitres assistants additionnels : Alexandru Tudor Sebastian Colțescu Homme du match : Robbie Brady |

### Suède - Belgique
| Match 36                                             | Suède   | 0 - 1   | Belgique                 | Allianz Riviera, Nice                        |                                              |
| 22 juin 2016 · 21 h CEST · Historique des rencontres |         | (0 - 0) | 84e Nainggolan (Hazard ) | Spectateurs : 34 011 Arbitrage : Felix Brych | Spectateurs : 34 011 Arbitrage : Felix Brych |
| 22 juin 2016 · 21 h CEST · Historique des rencontres | Rapport |         |                          | Spectateurs : 34 011 Arbitrage : Felix Brych | Spectateurs : 34 011 Arbitrage : Felix Brych |

| Suède | Belgique |

| Suède :         |    |                    |     |     |
|                 |    |                    |     |     |
| Gardien de but  | 1  | Andreas Isaksson   |     |     |
|                 | 3  | Erik Johansson     | 36e |     |
|                 | 4  | Andreas Granqvist  |     |     |
|                 | 5  | Martin Olsson      |     |     |
|                 | 6  | Emil Forsberg      |     | 82e |
|                 | 7  | Sebastian Larsson  |     | 70e |
|                 | 8  | Albin Ekdal        | 33e |     |
|                 | 9  | Kim Källström      |     |     |
|                 | 10 | Zlatan Ibrahimovic |     |     |
|                 | 11 | Marcus Berg        |     | 63e |
|                 | 14 | Victor Lindelöf    |     |     |
| Remplaçants :   |    |                    |     |     |
|                 | 20 | John Guidetti      |     | 63e |
|                 | 21 | Jimmy Durmaz       |     | 70e |
|                 | 22 | Erkan Zengin       |     | 82e |
| Sélectionneur : |    |                    |     |     |
| Erik Hamrén     |    |                    |     |     |

| Belgique :      |    |                   |       |       |
|                 |    |                   |       |       |
| Gardien de but  | 1  | Thibaut Courtois  |       |       |
|                 | 2  | Toby Alderweireld |       |       |
|                 | 3  | Thomas Vermaelen  |       |       |
|                 | 4  | Radja Nainggolan  |       |       |
|                 | 5  | Jan Vertonghen    |       |       |
|                 | 6  | Axel Witsel       | 45+1e |       |
|                 | 7  | Kevin De Bruyne   |       |       |
|                 | 9  | Romelu Lukaku     |       | 87e   |
|                 | 10 | Eden Hazard       |       | 90+3e |
|                 | 11 | Yannick Carrasco  |       | 71e   |
|                 | 16 | Thomas Meunier    | 30e   |       |
| Remplaçants :   |    |                   |       |       |
|                 | 14 | Dries Mertens     |       | 71e   |
|                 | 20 | Christian Benteke |       | 87e   |
|                 | 17 | Divock Origi      |       | 90+3e |
| Sélectionneur : |    |                   |       |       |
| Marc Wilmots    |    |                   |       |       |

| Assistants : Mark Borsch Stefan Lupp Quatrième arbitre : Matej Jug Arbitres assistants additionnels : Bastian Dankert Marco Fritz Homme du match : Eden Hazard |

## Homme du match
| Match | Résultats | Résultats | Résultats | Homme du match       |
| ----- | --------- | --------- | --------- | -------------------- |
| 9     | Irlande   | 1 - 1     | Suède     | Wes Hoolahan         |
| 10    | Belgique  | 0 - 2     | Italie    | Emanuele Giaccherini |
| 19    | Italie    | 1 - 0     | Suède     | Éder                 |
| 22    | Belgique  | 3 - 0     | Irlande   | Axel Witsel          |
| 35    | Italie    | 0 - 1     | Irlande   | Robbie Brady         |
| 36    | Suède     | 0 - 1     | Belgique  | Eden Hazard          |

Eden Hazard est désigné meilleur joueur de la Poule E.

## Buteurs et passeurs
| 2 buts - Romelu Lukaku 1 but - Radja Nainggolan - Axel Witsel - Robbie Brady - Wes Hoolahan - Éder - Emanuele Giaccherini - Graziano Pellè 1 but contre son camp - Ciaran Clark (face à la Suède) | 2 passes - Eden Hazard 1 passe - Kevin De Bruyne - Thomas Meunier - Séamus Coleman - Wes Hoolahan - Leonardo Bonucci - Antonio Candreva - Simone Zaza - Zlatan Ibrahimović |